# Унарне кодування
Унарне кодування - це ентропійне кодування, яке представляє число n у вигляді n одиниць з замикаючим нулем (або n нулів і одиниця). Наприклад 5 представляється у вигляді 111110.
Унарне кодування оптимально для розподілу ймовірності:
{\displaystyle P(x)=2^{-(x+1)}}
Часто використовується при програмуванні машин Тьюринга. Входить в сімейство кодів Голомба.
Унарний код зіставляє числу і двійкову комбінацію виду 10. Запис виду 0 або 1 означає відповідно серію з m нулів або одиниць. Наприклад, унарними кодами чисел 1, 2, і 3 є послідовності unar (1) = 10, unar (2) = 110 і unar (3) = 1110 відповідно. Довжина кодового слова для числа n дорівнює ln = n +1.
| n (невід'ємні) | n (строго позитивні) | Унарний код | Інверсний унарний код |
| -------------- | -------------------- | ----------- | --------------------- |
| 0              | 1                    | 0           | 1                     |
| 1              | 2                    | 10          | 01                    |
| 2              | 3                    | 110         | 001                   |
| 3              | 4                    | 1110        | 0001                  |
| 4              | 5                    | 11110       | 00001                 |
| 5              | 6                    | 111110      | 000001                |
| 6              | 7                    | 1111110     | 0000001               |
| 7              | 8                    | 11111110    | 00000001              |
| 8              | 9                    | 111111110   | 000000001             |
| 9              | 10                   | 1111111110  | 0000000001            |